# 16232 Chijagerbs
16232 Chijagerbs là một tiểu hành tinh vành đai chính với chu kỳ quỹ đạo là 2860.1635076 ngày (7.83 năm).
Nó được phát hiện ngày 6 tháng 3 năm 2000.